# Duyncroft
Duyncroft is een buurtschap in de gemeente Bergen in de Nederlandse provincie Noord-Holland.
Duyncroft is gelegen tussen Wimmenum en Egmond aan den Hoef. Duyncroft was van oorsprong de benaming voor een stuk land in en aan de rand van de duinen. Uiteindelijk kwam hier bewoning en kwamen er enkele huizen. Later kwam er de Driehuizerweg. Tegenwoordig ligt aan de Driehuizerweg ook het bungalowpark Duyncroft (hoofdingang, maar het postadres is Herenweg), dat vernoemd is naar het gebied en de buurtschap. Hiermee is de buurtschap groter geworden dan zij van oorsprong is geweest.
Duyncroft is wegens de ligging een bekend startpunt voor talrijke fiets- en wandeltochten.
In Castricum is Duyncroft een straatnaam.
Dorpen en gehuchten: Aagtdorp · Bergen · Bergen aan Zee · Bregtdorp · Catrijp · Camperduin · Egmond aan den Hoef · Egmond aan Zee · Egmond-Binnen · Groet · Hargen · Rinnegom · Schoorl · Schoorldam (deels) · Wimmenum

Buurtschappen: Duyncroft · Egmondermeer · Het Woud · Westdorp · Zanegeest

Badplaatsen (zonder woonkern): Hargen aan Zee · Schoorl aan Zee

Voormalige buurtschappen: Oostdorp · Oudburg

Voormalige gemeenten: Bergen · Egmond · Schoorl

Noord-Holland: Steden en dorpen      Nederland: Provincies · Gemeenten